# Cynoglossus ochiaii
Cynoglossus ochiaii är en fiskart som beskrevs av Yokogawa, endo och Sakaji 2008. Cynoglossus ochiaii ingår i släktet Cynoglossus och familjen Cynoglossidae. Inga underarter finns listade i Catalogue of Life.